# Fangensis leclerci
Fangensis leclerci is een hooiwagen uit de familie Stylocellidae.